# أنيليز أورليك
أنيليز أورليك (من مواليد يناير 22, 1959) هي مؤرخة أمريكية وأستاذة في كلية دارتموث . يتميز عملها في المقام الأول بالتركيز على الطبقة العاملة والتجربة اليهودية الأمريكية، مع منشورات بارزة لها تتضمن الفطرة السليمة والقليل من النار: النساء وسياسة الطبقة العاملة في الولايات المتحدة، 1900-1965 واقتحام قصر قيصر: كيف حاربت الأمهات السود أنفسهن الحرب على الفقر . في عام 2024، شاركت في احتجاجات مؤيدة للفلسطينيين في الحرم الجامعي ، مما أدى إلى اعتقالها وحظرها مؤقتًا من كلية دارتموث.

## الحياة و الوظيفة
ولدت أنيليز أورليك في يناير 22, 1959 في بروكلين، وهي ابنة نورمان وتيلما أورليك. حصلت على درجة البكالوريوس من كلية إيفرجرين ستيت عام 1979 كما حصلت على الدكتوراه من جامعة نيويورك عام 1989  قامت بالتدريس في كلية دارتموث منذ العام 1990، حيث ترأست قسم دراسات المرأة والجنس وقسم الدراسات اليهودية. 
ركز الكثير من عملها على الطبقة العاملة والتجربة اليهودية الأمريكية . كتابها الأول، الفطرة السليمة والقليل من النار: النساء وسياسة الطبقة العاملة في الولايات المتحدة، 1900-1965، يركز على حياة ومسيرة أربع ناشطات يهوديات أمريكيات، روز شنايدرمان ، وفانيا كوهن ، وكلارا ليمليش شافيلسون ، وبولين نيومان . كتابها اقتحام قصر قيصر: كيف خاضت الأمهات السود حربهن الخاصة على الفقر درست النساء الأميركيات من أصل أفريقي في المساعدة العامة التي ناضلن من أجل حقوقهن وضد الصور النمطية السلبية. 
خلال الاحتجاجات المؤيدة للفلسطينيين في الحرم الجامعي عام 2024 ، اعتقلت شرطة مكافحة الشغب 90 شخصًا في كلية دارتموث، بما في ذلك أورليك. وتعرضت أورليك للاعتداء من قبل الشرطة وسحبتها على الأرض واعتقلتها وتم تسجيل هذه المشاهد بالصوت والصورة.    تم منع أورليك من دخول كلية دارتموث كشرط للإفراج بكفالة، ولكن أعلنت الكلية لاحقًا أنها لن تطبق الحظر.  في وقت لاحق من ذلك الأسبوع، تم "تصحيح" شروط الكفالة الخاصة بها لمنعها مؤقتًا من دخول مواقع محددة فقط في الحرم الجامعي بدلاً من الحرم الجامعي بأكمله. 

## منشورات
- المنطق السليم والقليل من النار: النساء وسياسة الطبقة العاملة في الولايات المتحدة، 1900-1965، مطبعة جامعة نورث كارولينا (تشابل هيل، نورث كارولاينا)، 1995. [1]
- (محرر، مع ألكسيس جيتر وديانا تايلور) سياسة الأمومة: أصوات الناشطين من اليسار إلى اليمين (مقالات)، مطبعة جامعة نيو إنجلاند (هانوفر، نيو هامبشاير)، 1997. [1]
- الأمريكيون اليهود السوفييت، Greenwood Press (Westport، CT)، 1999، أعيد طبعه، مطبعة جامعة نيو إنغلاند (هانوفر، NH)، 2001. [1]
- اقتحام قصر القيصر: كيف خاضت الأمهات السود حربهن الخاصة على الفقر، بيكون برس (بوسطن، ماساتشوستس)، 2005. [1]
- (المحرر مع إل جي هازيرجيان) الحرب على الفقر: تاريخ شعبي جديد، 1964-1980 ، 2011 [8]
- إعادة النظر في نشاط المرأة الأمريكية ، 2015. [8]

## روابط خارجية
- https://faculty-directory.dartmouth.edu/annelise-orleck
- أرادت حركة حقوق الرفاه الاجتماعي أن يقدر المجتمع عمل تربية الأطفال: مقابلة مع أنيليز أورليك